# Crowded House
Crowded House ist eine australisch-neuseeländische Rockband um den Sänger-Songwriter Neil Finn. Die Band wurde 1985 gegründet, löste sich 1996 auf und feierte 2007 eine Reunion. Zu ihren größten Charthits gehören Don’t Dream It’s Over (1986), Something So Strong (1987) und Weather with You (1992).

## Bandgeschichte
Die Band formierte sich aus Mitgliedern der bekannten neuseeländischen Glitterrockgruppe Split Enz, einem ozeanischen Pendant zu den englischen Roxy Music. Sänger, Gitarrist und hauptsächlicher Songwriter war der Neuseeländer Neil Finn (* 1958), der Bruder des ehemaligen Bandleaders der Split Enz, Tim Finn (* 1952). Tim Finn hatte seinen jüngeren Bruder Neil einige Jahre zuvor zu Split Enz geholt und die Gruppe selbst 1983 verlassen. Neil, der nach dem Ausstieg seines Bruders de facto zum neuen Bandleader von Split Enz geworden war, gründete die neue Gruppe im Jahr 1985 nach der Auflösung von Split Enz im Dezember 1984 zusammen mit dem Split-Enz-Schlagzeuger Paul Hester (* 1959; † 2005) und dem Bassisten Nick Seymour (* 1959).
Das erste Album von Crowded House sollte auf Wunsch von Finn weit weniger elaboriert klingen als Split Enz und sich an den klaren Rock- und Songstrukturen US-amerikanischer Bands orientieren. Die Band nahm deswegen die Arbeit am Debütalbum in Los Angeles auf, wo es fertiggestellt und im Juni 1986 zuerst veröffentlicht wurde. Nach langer und zunächst erfolgloser Promotionarbeit in den USA und Europa kam der Durchbruch im Januar 1987 in Amerika, als die dritte Single Don’t Dream It’s Over Platz 2 der amerikanischen Billboard-Charts erreichte. Auch die vierte Single Something So Strong erreichte mit einem Platz 7 die US-Top-Ten.
Das im Juli 1988 erschienene zweite Album Temple of Low Men war dann weit weniger erfolgreich und brachte keinen Single-Hit hervor. Seitdem war ein schrittweises Nachlassen der Popularität in den USA bei gleichzeitigem Anstieg derselben in England und Kontinentaleuropa zu beobachten. In den USA galt die Band als One-Hit-Wonder.
Vom im Juni 1991 veröffentlichten dritten Album Woodface, für das kurzzeitig Neils Bruder Tim zur Band gestoßen war, schaffte es im Februar 1992 die Single Weather with You in die Top Ten Großbritanniens und mehrerer anderer europäischer Länder; in Australien und Neuseeland waren Crowded House nun Superstars. Im Jahr darauf wurde die Band als Live-Act des Jahres bei den Brit-Awards geehrt; Neil Finn wurde vom Q-Magazine zum Songwriter des Jahres gekürt. Das vierte Album, Together Alone, jetzt statt mit Tim Finn mit dem Multiinstrumentalisten Mark Hart, der u. a. bereits mit Supertramp gearbeitet hatte, wurde 1993 in einem Strandhaus am Karekare-Strand in der Nähe von Auckland aufgenommen und gilt bei vielen Fans und Kritikern zusammen mit Woodface als das beste der Band. Neil Finn erhielt mehrere Auszeichnungen für sein Songwriting.
Trotz des Erfolgs verließ Paul Hester Crowded House aufgrund von persönlichen Problemen Ende April 1994 und wurde durch den Deadstar-Trommler Peter Jones ersetzt, der die Band bei ihrem Auftritt auf dem Londoner Fleadh-Festival begleitete.
Einer durch Live-Auftritte wieder erheblich ansteigenden Popularität zum Trotz löste Neil Finn die Band im Sommer 1996 auf, während sie gerade ihr Greatest-Hits-Album bewarb. Für das nachfolgende große Abschiedskonzert Farewell to the World vor dem Sydney Opera House, das von mehr als 100.000 Fans besucht wurde, kehrten sogar Tim Finn und Paul Hester noch einmal zu Crowded House zurück; letzterer hatte auch bei den drei neuen Songs für das im Juni 1996 veröffentlichte Best-of-Album Recurring Dream mitgewirkt.
2001 kam es noch einmal zu einer Quasi-Wiedervereinigung, als bei einem Soloauftritt Neil Finns auch Nick Seymour und Paul Hester für ein paar Songs auf die Bühne traten.
Der Suizid des an Depressionen leidenden Paul Hester im Jahr 2005 brachte die restliche Band wieder zusammen: Im Juni 2007 erschien das erste Studioalbum von Crowded House seit 1993 mit dem Titel Time on Earth, welches ursprünglich als Soloalbum von Neil Finn geplant gewesen war. Nachfolger von Paul Hester war Matt Sherrod, der bereits für Beck getrommelt hatte. Am 7. Juli 2007 traten sie im Rahmen der Live-Earth-Konzerte in Sydney auf. Im Oktober 2007 spielte die Band einige Konzerte in Deutschland und in der Schweiz. Ende 2010 veröffentlichte sie ihr sechstes Album Intriguer. Genau wie Time on Earth war das Album insbesondere in Australien und Neuseeland sehr erfolgreich, wurde international hingegen wenig beachtet. 2016 wurden Crowded House in die ARIA Hall of Fame aufgenommen.
Ende 2016 wurde Crowded House abermals auf Eis gelegt, als Hart und Sherrod die Band verließen. Erst drei Jahre später wurden die leeren Plätze neu besetzt. 2016 hatte Tim Finn die Band abermals auf Akustikgitarre und Keyboard begleitet.
Die Ankündigung der ursprünglich für 2020 avisierten und wegen der COVID-19-Pandemie später verschobenen Europatour ging mit der Bekanntgabe personeller Umbesetzungen einher. Im Sommer 2021 erschien das neue Album Dreamers Are Waiting. Statt Hart und Sherrod sind nun Neil Finns Söhne Liam und Elroy sowie der langjährige Crowded-House-Produzent Mitchell Froom als Bandmitglieder aufgeführt.

## Stil und Bekanntheitsgrad im deutschsprachigen Raum
Musikalisch einzuordnen ist die Band in den Bereich Gitarrenrock. Finns Melodien sind oft ähnlich wie die der Beatles an Volkslieder angelehnt. Die Texte der Songs beschäftigen sich viel mit inneren Stimmungen, rechnen aber auch zuweilen satirisch mit Konsumkultur ab (vgl. Chocolate Cake auf Woodface 1991). Im deutschsprachigen Raum kennt man neben dem Radiohit Weather with You hauptsächlich Locked Out (aus dem Soundtrack des Films Reality Bites) und Don’t Dream It’s Over, das zwischenzeitlich von so unterschiedlichen Interpreten wie Sixpence None the Richer, Paul Young und der Star-Search-Siegerin Florence Joy gecovert wurde.

## Diskografie
Studioalben

| Jahr | Titel Musiklabel                           | Höchstplatzierung, Gesamtwochen, AuszeichnungChartplatzierungen (Jahr, Titel, Musiklabel, Platzierungen, Wochen, Auszeichnungen, Anmerkungen) | Höchstplatzierung, Gesamtwochen, AuszeichnungChartplatzierungen (Jahr, Titel, Musiklabel, Platzierungen, Wochen, Auszeichnungen, Anmerkungen) | Höchstplatzierung, Gesamtwochen, AuszeichnungChartplatzierungen (Jahr, Titel, Musiklabel, Platzierungen, Wochen, Auszeichnungen, Anmerkungen) | Höchstplatzierung, Gesamtwochen, AuszeichnungChartplatzierungen (Jahr, Titel, Musiklabel, Platzierungen, Wochen, Auszeichnungen, Anmerkungen) | Höchstplatzierung, Gesamtwochen, AuszeichnungChartplatzierungen (Jahr, Titel, Musiklabel, Platzierungen, Wochen, Auszeichnungen, Anmerkungen) | Höchstplatzierung, Gesamtwochen, AuszeichnungChartplatzierungen (Jahr, Titel, Musiklabel, Platzierungen, Wochen, Auszeichnungen, Anmerkungen) | Höchstplatzierung, Gesamtwochen, AuszeichnungChartplatzierungen (Jahr, Titel, Musiklabel, Platzierungen, Wochen, Auszeichnungen, Anmerkungen) | Anmerkungen                                                |
| Jahr | Titel Musiklabel                           | DE | AT | CH | UK | US | AU | NZ | Anmerkungen                                                |
| ---- | ------------------------------------------ | --- | --- | --- | --- | --- | --- | --- | ---------------------------------------------------------- |
| 1986 | Crowded House Capitol Records (EMI)        | DE44 (7 Wo.)DE | — | — | UK99 Silber · (1 Wo.)UK | US12 Platin · (50 Wo.)US | AU27 ×6Sechsfachplatin · (13 Wo.)AU | NZ3 ×5Fünffachplatin · (50 Wo.)NZ | Erstveröffentlichung: 16. Juni 1986 Verkäufe: + 1.680.000  |
| 1988 | Temple of Low Men Capitol Records (EMI)    | DE57 (5 Wo.)DE | — | — | UK— SilberUK | US40 (19 Wo.)US | AU1 ×3Dreifachplatin · (27 Wo.)AU | NZ2 ×2Doppelplatin · (24 Wo.)NZ | Erstveröffentlichung: 24. Juli 1988 Verkäufe: + 350.000    |
| 1991 | Woodface Capitol Records (EMI)             | DE26 (19 Wo.)DE | — | CH12 (11 Wo.)CH | UK6 ×2Doppelplatin · (93 Wo.)UK | US83 (17 Wo.)US | AU2 Platin · (50 Wo.)AU | NZ1 ×3Dreifachplatin · (58 Wo.)NZ | Erstveröffentlichung: 21. Juni 1991 Verkäufe: + 830.000    |
| 1993 | Together Alone Capitol Records (EMI)       | DE55 (9 Wo.)DE | — | — | UK4 Platin · (33 Wo.)UK | US73 (7 Wo.)US | AU2 Platin · (18 Wo.)AU | NZ1 ×2Doppelplatin · (33 Wo.)NZ | Erstveröffentlichung: 11. Oktober 1993 Verkäufe: + 450.000 |
| 2007 | Time on Earth Capitol Records (EMI)        | DE95 (1 Wo.)DE | — | CH89 (2 Wo.)CH | UK3 Silber · (5 Wo.)UK | US46 (2 Wo.)US | AU1 Platin · (12 Wo.)AU | NZ2 Gold · (10 Wo.)NZ | Erstveröffentlichung: 29. Juni 2007 Verkäufe: + 137.500    |
| 2010 | Intriguer Universal Music (UMG)            | DE79 (1 Wo.)DE | — | — | UK12 (3 Wo.)UK | US50 (2 Wo.)US | AU1 Gold · (5 Wo.)AU | NZ3 (7 Wo.)NZ | Erstveröffentlichung: 11. Juni 2010 Verkäufe: + 35.000     |
| 2021 | Dreamers Are Waiting EMI Music (UMG)       | DE16 (1 Wo.)DE | — | CH27 (1 Wo.)CH | UK6 (1 Wo.)UK | — | AU2 (3 Wo.)AU | NZ2 (3 Wo.)NZ | Erstveröffentlichung: 4. Juni 2021                         |
| 2024 | Gravity Stairs BMG Rights Management (WMG) | — | — | — | UK8 (1 Wo.)UK | — | AU3 (1 Wo.)AU | NZ4 (1 Wo.)NZ | Erstveröffentlichung: 31. Mai 2024                         |